# Ana Maria Braga
Ana Maria Braga Maffeis (São Joaquim da Barra, 1º de abril de 1949) é uma jornalista, apresentadora de televisão e culinarista brasileira.
Começou sua carreira como jornalista na Rede Tupi de Notícias da extinta Rede Tupi. Na imprensa escrita, trabalhou como diretora comercial de revistas de moda como a Revista Cláudia. Ana Maria alcançou a fama na RecordTV, onde apresentava os programas Note e Anote e o talk show Programa Ana Maria Braga (nos mesmos moldes do programa de Hebe Camargo). Desde 1999 apresenta o Mais Você, na TV Globo. Antes de se tornar jornalista, formou-se em Ciências Biológicas pela Universidade Estadual Paulista Júlio de Mesquita Filho (UNESP), especializando-se em Zoologia pela mesma universidade.
Em 1998 lançou sua própria revista feminina, Utilíssima, e uma revista em quadrinhos, transcrevendo-a e a pessoas próximas a ela, como o ex-marido Carlos Madrulha, em personagens (Aninha, Carlinhos, Louro José, Maria Coruja, Lena, Mirna, entre outros).

## Biografia
Filha do italiano Natale Giuseppe Maffeis, natural de Bérgamo, e da brasileira Lourdes Braga, passou a infância e a adolescência estudando em internatos no interior de São Paulo. Na adolescência, disposta a fazer faculdade, começou a trabalhar para poder se formar bióloga pela Universidade Estadual Paulista, em São José do Rio Preto. Com o diploma em mãos, Ana Maria transferiu-se para a capital paulista para fazer especialização na sua área, mas para pagar os estudos, ela conseguiu um emprego na extinta TV Tupi onde apresentou telejornais (o antigo Rede Tupi de Notícias), shows e estreou num programa feminino ao vivo.
Disposta a investir num novo segmento, Ana cursou a faculdade de jornalismo. Com o fim da TV Tupi, Ana Maria foi assessora de imprensa e diretora comercial das revistas femininas da Editora Abril. Longe das telas da televisão por mais de dez anos, Ana Maria voltou, em 1992, e por sete anos dirigiu, produziu e apresentou o programa Note e Anote na Rede Record. Esse programa lhe rendeu muitos prêmios e até um título no Guinness Book de maior permanência no ar.

### Ana Maria na TV Globo
Ana Maria foi para a TV Globo em junho de 1999, dois meses após ter divergências com a direção da Rede Record e estreou o programa "Mais Você" em 18 de outubro daquele ano, ao lado do fiel companheiro, o Louro José. Em maio de 2012, renovou contrato por mais 4 anos com a TV Globo, afastando assim os rumores que dariam como certo o fim do programa Mais Você e a sua saída do canal.
Em 28 de fevereiro de 2023 a apresentadora renovou o contrato com a TV Globo até 2025. Pelo acordo, ela segue no comando do Mais Você por dois anos, no mínimo.

#### Formato doMais Você
A estrutura básica do programa é a apresentação de receitas culinárias, ideias para a casa, apresentações musicais e entrevistas com convidados. O programa mescla jornalismo e entretenimento entrevistando artistas e debatendo as principais notícias do dia. A marca registrada é a mensagem do dia, texto escolhido pela apresentadora que tem como objetivo alavancar a autoestima dos telespectadores.
O auxiliar, o Louro José, fantoche em forma de papagaio controlado por Tom Veiga, inicialmente era um mero figurante em um dos quadros do Note e Anote, programa que Ana Maria apresentava na TV Record. Fez tanto sucesso, que acompanhou a apresentadora na migração para a Globo, com matérias especialmente preparadas para ele. Com a morte de Veiga em novembro de 2020, o Louro José deixou de ser atração do programa. Em seu lugar, em abril de 2022 surge o Louro Mané, que revela ser filho de Louro José. As cadelas de estimação de Ana Maria Braga, Cristal e Paçoca também fazem parte e desfilam por todo o cenário durante o programa.

## Vida pessoal
Casou-se aos 21 anos com o comerciante Antonio Drausio Badan, de quem divorciaria anos mais tarde. É avó de Maria, Hima, Varuna, Joana e Bento.
De 2005 a 2009, foi casada com o empresário Marcelo Frisoni.
Em 7 de fevereiro de 2020, casou-se com o empresário francês Johnny Lucet. A união terminou em março de 2021.
Casou-se em 04/04/2025 com o reporter Fábio Arruda (54), em cerimônia discreta em sua casa no bairro do Jardins em São Paulo.

### Saúde
Em 1991, Ana teve câncer de pele. Em 26 de julho de 2001, Ana Maria anunciou em seu programa que estava com câncer colorretal. Ela também disse que faria duas sessões de quimioterapia a cada cinco dias, para tratamento da doença. Após três meses de pausa no programa para o tratamento, Ana voltou ao programa no dia 12 de novembro de 2001, sem os cabelos. Foi um programa que emocionou o público, com os colaboradores vestindo uma camiseta onde estava escrito "time da guerreira". Após radioterapia, ficou curada da doença. Em 2015 ela descobriu um câncer de pulmão em estágio inicial, e curou-se um ano depois, após quimioterapia.
Em janeiro de 2020, anunciou a descoberta de um novo câncer de pulmão. Em abril de 2020, Ana Maria anunciou no Encontro com Fátima Bernardes que estava curada do novo câncer após tratamento.

## Filmografia

### Televisão
Como apresentadora
| Ano           | Título                   | Emissora  | Notas  |
| ------------- | ------------------------ | --------- | ------ |
| 1974–1980     | Rede Tupi de Notícias    | Rede Tupi |        |
| 1993–1999     | Note e Anote             | RecordTV  |        |
| 1996–1999     | Programa Ana Maria Braga | RecordTV  |        |
| 1999–presente | Mais Você                | TV Globo  |        |
| 2009          | Sagrado                  | TV Globo  |        |
| 2025          | Chef de Alto Nível       | TV Globo  | [ 31 ] |

Participações especiais
| Ano  | Título                   | Papel            | Notas                                       |
| ---- | ------------------------ | ---------------- | ------------------------------------------- |
| 1999 | Escolinha do Barulho     | Professora       |                                             |
| 2000 | Você Decide              |                  | Ep: "Olha o Passarinho"                     |
| 2001 | Sandy e Junior           | Ela mesma        | Ep: Príncipes, Princesas e Plebeus          |
| 2002 | O Clone                  | Ela mesma        |                                             |
| 2002 | A Grande Família         | Ela mesma        | Ep: "A quentinha de Bebel"                  |
| 2003 | Sítio do Picapau Amarelo | Ela mesma        | Eps: "A Pedra Verde" e "O Sumiço da Emília" |
| 2004 | A Diarista               | Ela mesma        | Ep: "Aquele do Projac"                      |
| 2004 | Sob Nova Direção         | Ela mesma        | Ep: "Axé do Dengo"                          |
| 2008 | Beleza Pura              | Ela mesma        | 2 capítulos                                 |
| 2010 | Junto & Misturado        | Ela mesma        | Ep: "celebridades bloco 2"                  |
| 2010 | Passione                 | Ela mesma        |                                             |
| 2011 | Malhação Conectados      | Ela mesma        |                                             |
| 2012 | Louco por Elas           | Ela mesma        |                                             |
| 2012 | Cheias de Charme         | Ela mesma        | 2 capítulos                                 |
| 2013 | Sangue Bom               | Ela mesma        |                                             |
| 2014 | Alto Astral              | Ela mesma        |                                             |
| 2018 | Segundo Sol              | Ela mesma        |                                             |
| 2019 | A Dona do Pedaço         | Ela mesma        |                                             |
| 2019 | Mestre do Sabor          | Jurada convidada |                                             |
| 2019 | Conversa com Bial        | Ela mesma        |                                             |
| 2021 | The Masked Singer Brasil | Jurada convidada |                                             |
| 2022 | Travessia                | Ela mesma        | [ 34 ]                                      |
| 2023 | Domingo Espetacular      | Ela mesma        | Entrevistada                                |

### Cinema
| Ano  | Título                                    | Papel                        | Notas |
| ---- | ----------------------------------------- | ---------------------------- | ----- |
| 1979 | Embalos Alucinantes: A Troca de Casais    | Valdete                      |       |
| 2001 | Xuxa e os Duendes                         | Zinga (a Rainha dos Duendes) |       |
| 2002 | Xuxa e os Duendes 2: No Caminho das Fadas | Zinga (a Rainha dos Duendes) |       |
| 2013 | Crô: O Filme                              | Ela mesma                    |       |
| 2024 | Dona Lurdes - O Filme                     | Ela mesma                    |       |

## Livros
- 2009: Mais Você 10 Anos[36]
- 2010: À Espera dos Filhos da Luz - ficção
- 2011: Dicas de Quase Tudo
- 2011: Chef em Casa
- 2011:  Mais Você: Viagens e Receitas Internacionais
- 2012: A Cozinha Rápida
- 2019: À Espera dos Filhos da Luz - ficção reedição

## Discografia
- Ana Maria Braga Sou Eu (2003)

## Controvérsias
Em 24 de novembro de 2008, depois da morte de Marcelo Silva, então recém-separado de Susana Vieira, Ana Maria chamou Marcelo Silva de "cafajeste" enquanto o Mais Você era transmitido ao vivo. Familiares do falecido processaram a apresentadora pela declaração insultuosa.
Em 2009, em meio à troca de apresentadores entre alguns canais de televisão, integrantes do programa Pânico na TV fizeram um trote telefônico em Ana Maria, que entrou na Justiça pedindo a proibição da veiculação da gravação.
Em 23 de junho de 2010, afirmou, ao final de seu programa: "Não tenho vergonha de nenhuma das minhas escolhas", referente a revista Quem que publicou uma fonte que afirma que Ana teve um caso com o seu instrutor de dança para o quadro Dança dos Famosos, do Domingão do Faustão. Depois de ler o comunicado que enviou à imprensa na noite de terça-feira, Ana Maria ameaçou processar a revista, os jornalistas e seus editores. “Eles terão que provar na justiça que isso é verdade”.
Em 2013, Ana e a Rede Globo foram obrigados a pagar R$150 mil a uma juíza por danos morais referentes a comentários que a apresentadora fez no Mais Você sobre um assassinato em que o assassino ficou em liberdade, divulgando o nome da juíza responsável e supondo que ela foi condescendente com o crime. 

## Prêmios e indicações
| Ano  | Prêmio       | Categoria                      | Indicação | Resultado |
| ---- | ------------ | ------------------------------ | --------- | --------- |
| 2021 | Prêmio iBest | Influenciador do Ano São Paulo | Ela mesma | Top 3     |
| 2022 | Prêmio iBest | Culinária e Gastronomia        | Ela mesma | Top 3     |